# Goswin Bütepage
Goswin Bütepage (bl. 1505–1535) war in der Wullenwever-Zeit Ratsherr der Hansestadt Lübeck.

## Leben
Die genauen Lebensdaten des Lübecker Bürgers Goswin Bütepage sind nicht bekannt.
Er war seit 1505 mit Adelheid (Taleke), der Witwe des Lübecker Kaufmanns Christian Swarte verheiratet, der den nach ihm benannten Nebenaltar der Lübecker Marienkirche gestiftet hatte, der heute als Retabel auf dem Hauptaltar der Kirche steht. Adelheid Swarte brachte ihm das Dorf Israelsdorf als Ehegut ein, das er 1513 der Stadt Lübeck verkaufte. Sein Siegel ist in den Lübecker Bürgersiegeln überliefert.
Goswin Bütepage war als Rentner Mitglied des 64er-Bürgerausschusses und wurde am 27. April 1532 durch die Bürgerschaft in den Lübecker Rat gewählt. Zum Ende der Wullenwever-Zeit in Lübeck trat er im August 1535 aus dem Rat aus.
Seine Familie besaß eine Seitenkapelle im nördlichen Seitenschiff der Marienkirche (Kapelle N2, später Bremer-Kapelle).